# 芜田怀特腓会幕
51°31′26″N 0°5′15″W / 51.52389°N 0.08750°W
芜田怀特腓会幕 (Whitefield's Tabernacle, Moorfields）原是一座教堂，位于英国伦敦芜田地区的会幕街与伦纳德街转角。该地的第一座教堂是一座木制建筑，由福音传教士乔治·怀特腓的追随者建于1741年。1753年，改建为砖砌建筑。1770 年约翰·卫斯理在这里和托定咸宫路怀特腓会幕讲道《怀特腓牧师的去世》。
一个多世纪后，在1868年，教堂用石头重建，成为坚固的哥特复兴建筑，由 C. G. Searle & Son.设计。 在教堂西侧（在伦纳德街）建造了一所主日学。1868年建筑的基石上写道：“在这个地方附近，矗立着在1753年乔治·怀特腓牧师建造的会幕；115年后，在此处代之以这座建筑。”
1907年，一座继任教堂在北伦敦亚历山德拉公园附近开放，最初称为怀特腓会幕，但从1922年起成为亚历山德拉公园公理会教堂。许多芜田堂会的信徒和赞助人离开了。芜田会幕建筑由附近的中央基础男子文法学校接管。 亚历山德拉公园教堂于2004年改建为公寓。